# راباتاماشی
راباتاماشی (به مجاری:  Rábatamási) یک منطقهٔ مسکونی در مجارستان است که در ناحیه چورنا واقع شده‌است. راباتاماشی ۲۱٫۷۶ کیلومتر مربع مساحت و ۹۹۸ نفر جمعیت دارد.